# ميناموتو نو يوكييه
ميناموتو نو يوكييه (باليابانية: 源 行家، بالروماجي: Minamoto no Yukiie) (وفاة 1186)، شقيق لميناموتو نو يوشيتومو [الإنجليزية]، وأحد قادة قبيلة ميناموتو في حرب غينبيه خلال حقبة هييان من تاريخ اليابان.

## حياته
في عام 1181، هزم في معركة نهر سونوماتا على يد قوات قبيلة تايرا بقيادة تايرا نو شيغيهيرا، فإجبر على الإنسحاب حتى نهر ياهاغي حيث بنى دفاعات خلف النهر وحطم الجسر الواصل بين الضفتين لصد قوات تايرا التي تسعى وراءه، إلا أنه هزم مرة أخرى في معركة نهر ياهاغي واضطر للإنسحاب مجدداً، لكن بسبب مرض توموموري توقف قوات تايرا عن مطاردته وعادت أدراجها.
إنضم يوكييه وقواته إلى جيش ابن أخيه يوشيناكا في حصار العاصمة كيوتو صيف عام 1183، ونجحوا بدخول العاصمة وطرد قوات تايرا بقيادة تايرا نو مونيموري آخذين معهم الإمبراطور الطفل أنتوكو [الإنجليزية]، إلا أن الإمبراطور المنعزل غو-شيراكاوا [الإنجليزية] تمكن من الهرب والإنضمام إلى يوشيناكا.
بدأ يوشيناكا بالتآمر مع يوكييه ضد ابن عمه يوريتومو زعيم قبيلة ميناموتو المتواجد في كاماكورا، لكن عندما إقترح يوشيناكا أسر الإمبراطور غو-شيراكاوا [الإنجليزية]، تمرد عليه يوكييه وكشف الخطة للإمبراطور الذي نقلها بدوره إلى يوريتومو ألذي أرسل شقيقيه نوريوري ويوشيتسونيه لإيقاف يوشيناكا عند حده، إنفصل يوكييه عن يوشيناكا بأمر من الإمبراطور وإلتحق بقوات يوشيتسونيه وحارب ضد يوشيناكا، في معركتي أوجي الثانية وأوازو.
لاحقاً بعد إنتهاء حرب غينبيه إنضم مع يوشيتسونيه في جبهة مضادة ليوريتومو، وفي عام 1186 أمر يوريتومو بالقبض على يوكييه وتم إعدامه مع إبنه الأكبر ميتسوييه [اليابانية] وإبنه الثاني يوكيوري.